# 斉藤奈々
斉藤 奈々（さいとう なな、1993年2月8日 - ）は、埼玉県出身の元女優。劇団東俳内にあるTプロジェクト所属だった。血液型はB型。特技はテニス、縄跳び、ハードル走。

## 出演

### テレビドラマ
- 月曜ドラマイン チェンジ!（1998年、テレビ朝日）
- 水曜ドラマの花束「遠い親戚 近くの他人?」（1999年、NHK）
- はぐれ刑事純情派（1999年、テレビ朝日）
- 一絃の琴（2000年、NHK）須崎直 役
- 億万長者と結婚する方法（2000年、日本テレビ）
- 新宿暴走救急隊（2000年、日本テレビ）
- 氷点2001（2001年、テレビ朝日）辻口陽子 役
- 少年（2002年、TBS）悦子 役
- 動物のお医者さん（2003年、テレビ朝日）岸谷マリエ 役
- 夢みる葡萄〜本を読む女（2003年、NHK）主演・小川万亀 役（少女時代）
- 菊次郎とさき（2003年、テレビ朝日）相沢小百合 役
- 火曜サスペンス劇場「屋形船の女」（2003年、日本テレビ）野田真由 役
- 警視庁鑑識班2004（2004年、日本テレビ）松本啓子 役
- ハルとナツ 届かなかった手紙（2005年、NHK）主演・ハル 役（少女時代）
- 火曜サスペンス劇場「那須・四季通信」（2005年、日本テレビ）松岡美鈴 役
- 功名が辻（2006年、NHK）うめ 役
- 昭和の爆笑王ドラマスペシャル 林家三平ものがたり（2006年、テレビ東京）かよこ 役
- 命の奇跡（2006年、TBS）平井恵美 役
- DRAMA COMPLEX「愛に生きた女ミステリーの女王 山村美紗物語」（2006年、日本テレビ）紅葉 役
- 月曜ゴールデン 「十津川警部シリーズ40　生命」（2008年、TBS）長谷川遥香 役

### バラエティ
- 伊東家の食卓（2001年、日本テレビ）

### 映画
- 隠し剣 鬼の爪（2004年、松竹）ぶん 役

### 舞台
- 「憎いあんちくしょう」（2002年、帝国劇場）
- 近松心中物語（2002年、明治座/近鉄劇場）道中禿 役

### CM
- 若鶏の竜田揚げ（ニッスイ）
- PlayStation 2「ワイルドアームズ」（ソニー）
- 香りのヘアカラー（ビゲン）
- シチューミクス（ハウス食品）
- ケンタッキーフライドチキン
- クラブディズニー（東京ディズニーランド）
- エース（P&G）
- ベネッセ
- オージオ化粧品

### その他
- 小学一年生 教科書（東京書籍）
- 花王「2003年ブランドニュース」 ビデオ
- 「〜Y〜」 イメージビデオ
- はごろもフーズ ビデオ
- 萬有製薬 ビデオ